# Лондон Кіз
Кора Бердуелл (англ. Cora Birdwell; нар. 18 серпня 1989, Сіетл, Вашингтон, США), відома як Лондон Кіз (англ. London Keyes) — американська модель і порноакторка.

## Премії і номінації
- 2010 AVN Award номінація — Best All-Girl Group Sex Scene — Girlgasmic 02 (з Аллісою Гол, Ніколь Рей, Емі Рейс і Таннер Мейс)[4]
- 2010 AVN Award номінація — Найкраща нова старлетка
- 2010 XBIZ Award номінація — Нова старлетка року[5]
- 2011 Urban X Award номінація — Best Girl Girl Sex Scene — Sophie Dee's Pussy Adventures (з Софі Ді і Аса Акірою)[6]
- 2011 XBIZ Award номінація — Web Babe of the Year — LondonKeyes.com[7]
- 2012 AVN Award номінація — Краща сцена орального сексу — L for London[8]
- 2012 Urban X Award номінація — Orgasmic Oralist[9]
- 2012 Urban X Award номінація — Best 3 Way Sex Scene — Jynx Maze is a Sex Addict (з Джінкс Мейз і Мануелем Феррарою)
- 2012 Urban X Award номінація — Краща сцена анального сексу — L is For London (з Асой Акірой і Мануелем Феррарою)
- 2012 Urban X Award номінація — Краща сцена анального сексу — Kelly Divine is Buttwoman (з Келлі Дівайн і Лексінгтон Стіл)
- 2012 Urban X Award номінація — Best Couple Sex Scene — L is For London (з Лексінгтон Стіл)
- 2012 XBIZ Award номінація — Porn Star Site of the Year — LondonKeyes.com[10]
- 2013 AVN Award номінація — Краща сцена подвійного проникнення — Tension Sexual Raw and Uncut (з Начо Відал і Тоні Рібас)[11]
- 2013 XBIZ Award номінація — Краща сцена (Gonzo/Non-Feature Release) — Tension Sexual Raw and Uncut (з Начо Відал і Тоні Рібас)[12]